# Majestic (traghetto)
Il Majestic è un traghetto appartenente alla compagnia di navigazione italiana GNV, prima unità in servizio per la compagnia nel 1993.

## Caratteristiche
Il traghetto, lungo circa 188 metri, è in grado di trasportare un massimo di 1500 passeggeri e di 800 auto, o, in alternativa, 1725 metri lineari di carico merci. Dispone inoltre di 360 cabine, un ristorante à la carte, un bar, un negozio un cinema, una piscina con lido bar, un idromassaggio ed una sala giochi.
All'entrata in servizio, il traghetto, chiamato "Cruise Ferry" da Aldo Grimaldi, ed il "nuovo servizio" offerto, novità assoluta per i mari italiani, furono subito molto apprezzati dai passeggeri.

## Servizio
Varato l'8 dicembre 1992 nei Nuovi Cantieri Apuania di Marina di Carrara con il nome di Majestic e consegnato l'11 maggio 1993 alla neonata GNV, prende servizio nello stesso mese nei collegamenti tra Genova e Palermo sotto le insegne della Grimaldi Lines.
Nel gennaio del 1997 viene trasferito nei collegamenti tra Livorno e Palermo.
Dal 28 giugno al 19 settembre 1998 opera nei collegamenti tra Genova e Palermo. Il giorno successivo viene trasferito in quelli tra Genova e Porto Torres.
Dal 22 giugno al 18 agosto 2000 opera nei collegamenti tra Genova e Palermo. Il giorno successivo viene trasferito di nuovo in quelli tra Genova e Porto Torres.
Nel 2005 viene trasferito nei collegamenti tra Genova, Tunisi e La Valletta.

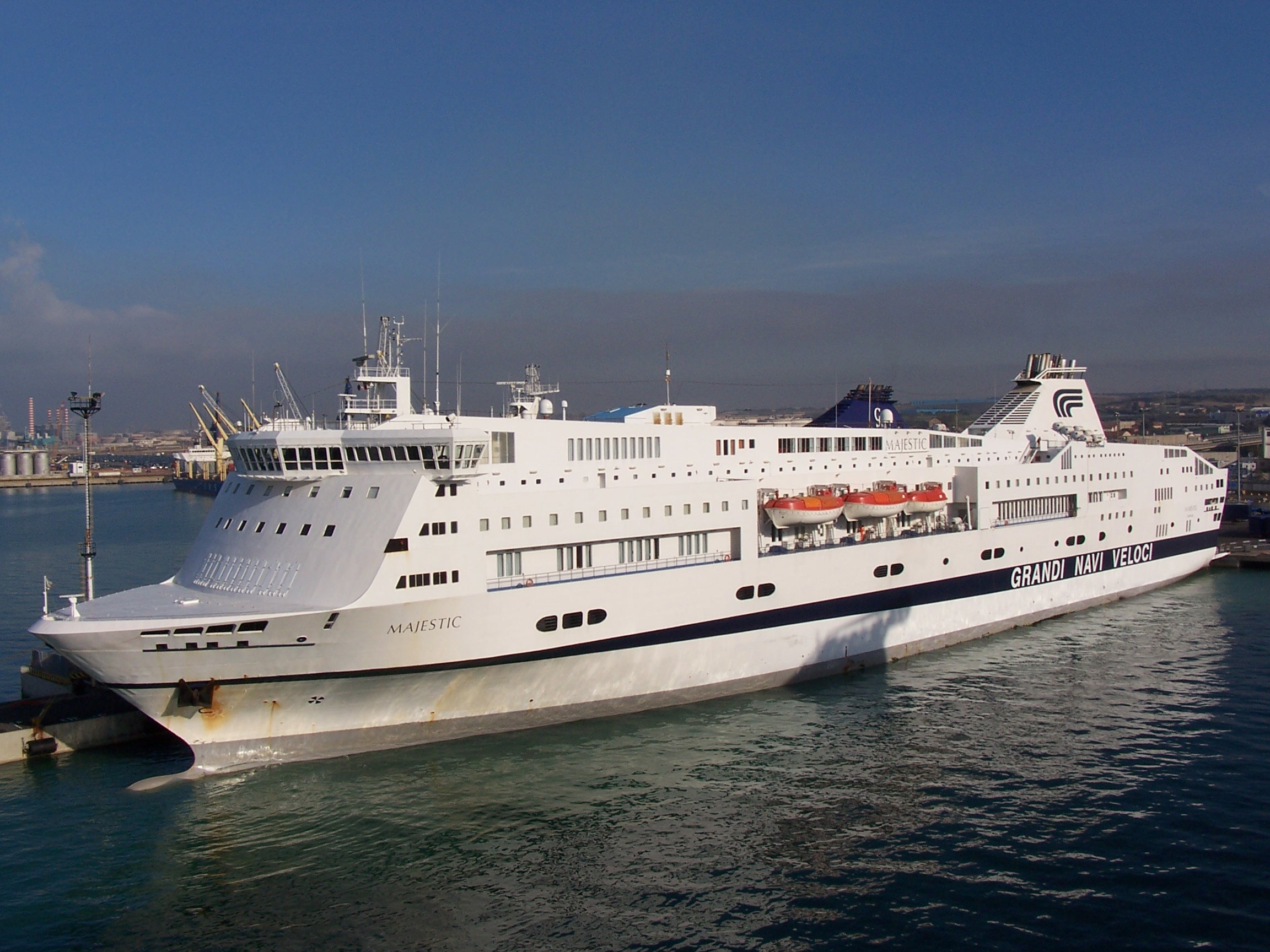
Il Majestic ormeggiato a Civitavecchia nel 2007.

L'11 novembre 2007 prende servizio nei collegamenti tra Genova, Barcellona e Tangeri Med, dove opera tutt'oggi, continuando tuttavia ad operare saltuariamente nei collegamenti tra Civitavecchia, Palermo, Termini Imerese, Olbia, Tunisi e Napoli.
Dal 26 maggio 2012 scala saltuariamente anche nei porti di Sète e Nador.

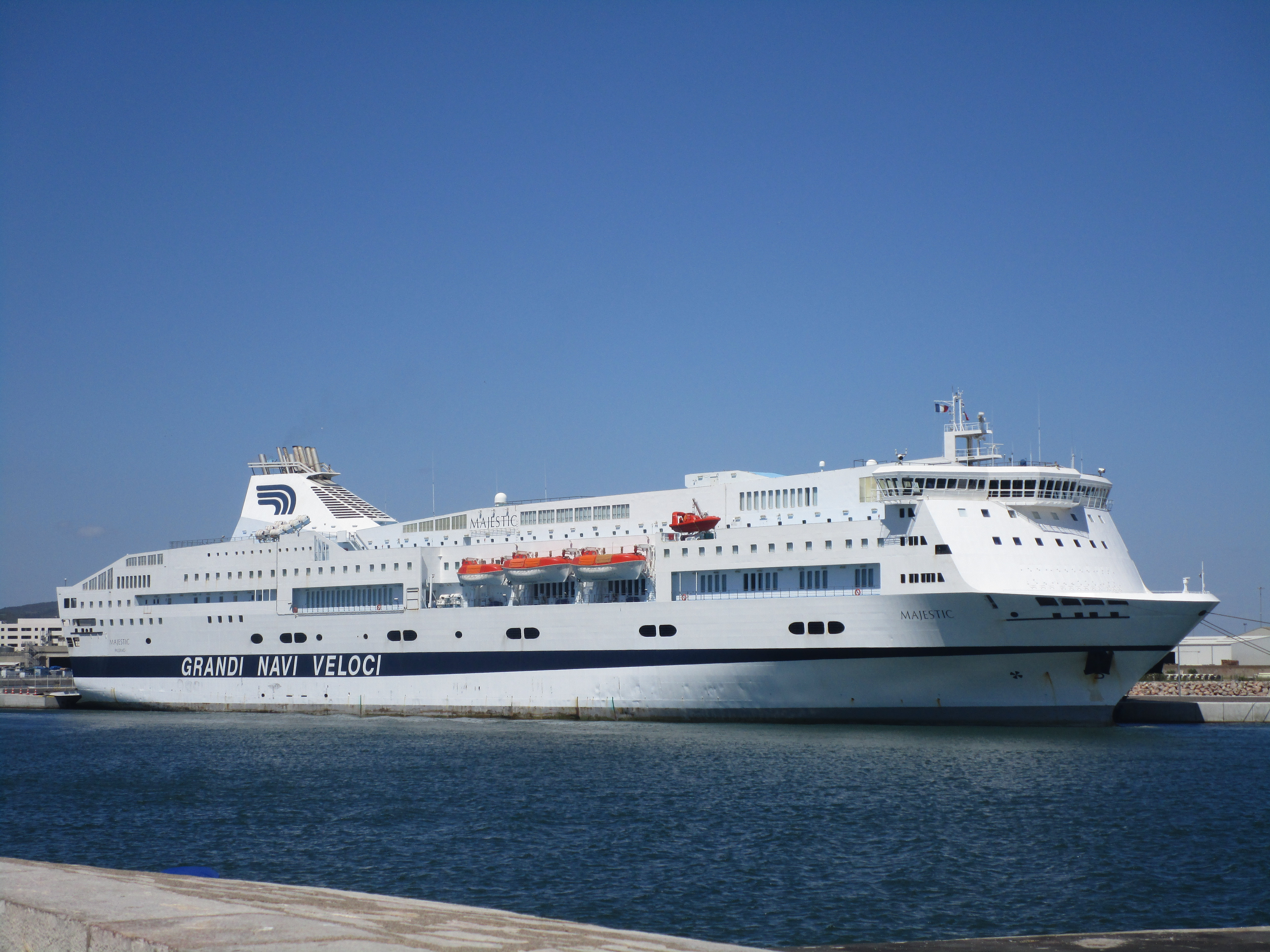
Il Majestic ormeggiato a Sète nel 2015.

Nel 2020 viene sottoposto a lavori di ristrutturazione, durante i quali vengono aggiunti gli scrubber al fumaiolo.

## Navi gemelle
- Fantastic